# Alexander Dmitrijewitsch Sassjadko

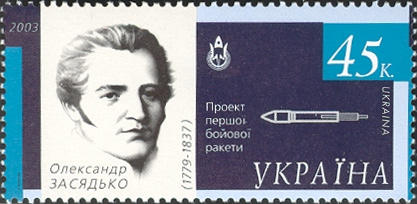
Ukrainische Briefmarke von 2003 mit dem Konterfei von Alexander Sassjadko

Alexander Dmitrijewitsch Sassjadko (russisch Александр Дмитриевич Засядко; ukrainisch Олександр Дмитрович Засядько Oleksandr Dmytrowytsch Sassjadko; * 8. Juni 1779 in Ljutenka, Gouvernement Poltawa, Russisches Kaiserreich; † 15. Maijul. / 27. Mai 1837greg. in Charkow, Gouvernement Charkow, Russisches Kaiserreich) war ein Entwickler und Spezialist für Raketengeschosse sowie Generalleutnant der Artillerie der Kaiserlich Russischen Armee ukrainischer Herkunft.

## Leben
Alexander Sassjadko kam im Dorf Ljutenka im heutigen Rajon Hadjatsch der ukrainischen Oblast Poltawa als Sohn einer ukrainischen Adelsfamilie zur Welt. Sein Vater Dmytrowytsch Sassjadko, der Hauptartillerist (Гармаші Harmaschi) der Saporoger Sitsch war, schickte seinen Sohn auf die Artillerie- und Ingenieurschule des zweiten Kadettenkorps (Второй кадетский корпус) in Sankt Petersburg (der heutigen Militärakademie A. F. Moschaiski), an der dieser umfangreiche Kenntnisse in der Wissenschaft des Ingenieurwesens und der Artillerie erwarb und 1797 graduierte. Zu diesem Zeitpunkt sprach er zudem sehr gut Französisch, verstand Latein und besaß gute Kenntnisse in Geschichte und Geographie.
Am 28. Februar 1797 kam Alexander Sassjadko als Podporutschik zum 10. Artilleriebataillon der Russischen Armee und war 1799 im Zweiten Koalitionskrieg an der italienischen Kampagne von General Suworow sowie der Belagerung und Einnahme von Mantua beteiligt.
Im Jahr 1804 befand er sich bei der russischen Marine im Mittelmeer, wo er zunächst auf Korfu und dann in Süditalien und in der Adria eingesetzt war. Für seine Tapferkeit und vorbildlichen Einsatz bei der Schlacht gegen die französischen Angriffe auf die neapolitanische Festung Castel Nuovo am 19. September 1804 erhielt er den Sankt-Georg-Orden 4. Klasse.
Er bewährte sich 1807 bei der Belagerung von Ismael, 1810 beim Überqueren der Donau sowie bei der Einnahme von Tutrakan während des 7. Russisch-Türkischen Krieges, wofür man ihm den Sankt-Anna-Orden 2. Klasse und den Sankt-Wladimir-Orden 4. Klasse verlieh. Während der Belagerung der Festungen von Zhaří und Russe Mitte Juli bis Ende August 1810 befehligte er die Artillerie.
Im Vaterländischen Krieg von 1812 war er unter anderem an der Belagerung der Festung Thorn beteiligt und erhielt für seinen Einsatz die Beförderung zum Oberst sowie den preußischen Orden Pour le Mérite. Des Weiteren war er bei den Befreiungskriegen unter anderem an den Schlachten bei Bautzen, an der Katzbach und der Völkerschlacht bei Leipzig beteiligt, wofür ihm der Sankt-Georg-Orden und der Sankt-Wladimir-Orden, jeweils der 3. Klasse, verliehen wurde.
Nach den napoleonischen Kriegen experimentierte er mit Raketen und entdeckte das Geheimnis ihrer Herstellung, woraufhin er unentgeltlich eine vollständige Beschreibung seiner Erfindung den Behörden in Petersburg vorlegte, was ihm Ruhm und das Wohlwollen von Kaiser Alexander I. einbrachte. 1819 beförderte man ihn zum Generalmajor, 1820 wurde er Leiter der Ausbildungsartillerie-Brigade, der Artillerieschule des Petersburger Arsenals sowie des pyrotechnischen Labors in Sankt Petersburg und 1827 wurde er Stabschef des Hauptquartiers der Artillerie der russischen Armee.
Beim Russisch-Türkischen Krieg von 1828/29 organisierte er in einer speziellen Raketeninstitution die Produktion von Raketen und bildete die erste Raketenbatterie der russischen Armee. 1829 erhielt er die Beförderung zum Generalleutnant. Nachdem er 1834 pensioniert wurde, ließ er sich in Charkow nieder, wo er 1837 im Alter von 57 Jahren verstarb.

## Ehrungen
Alexander Sassjadko erhielt zahlreiche Auszeichnungen. Darunter:
- Sankt-Georg-Orden 4. Klasse (1804)[2]
- Sankt-Annen-Orden 2. Klasse (1807)[2]
- Sankt-Wladimir-Orden 4. Klasse (1807)[2]
- Sankt-Georg-Orden 3. Klasse (1813)[2]
- Sankt-Wladimir-Orden 3. Klasse (1813)[2]
- Orden Pour le Mérite[2]
- Der Mondkrater Zasyadko auf der Mondrückseite wurde 1976[5] nach ihm benannt[4]
- Die ukrainische Post gab ihm zu Ehren 2003 eine Briefmarke heraus[6]